# Renault Kiger concept
Le Renault Kiger concept est un concept car de crossover urbain du constructeur automobile français Renault préfigurant un modèle de série, la Kiger, commercialisé en Inde début 2021.

## Présentation
Le Kiger Concept est présenté le 18 novembre 2020 en Inde.

### Design
La ligne du Kiger est l'oeuvre des divisions de design française et indienne. Le SUV reçoit un capot sculpté, un toit semi-flottant avec une galerie intégrée qui se prolonge jusqu'au pare-brise, ainsi que deux sorties d’échappement centrales.

## Caractéristiques techniques
Le SUV urbain repose sur la plateforme technique modulaire CMF-A du Groupe Renault comme le Renault Triber produit et commercialisé aussi en Inde.
Il est équipé de roues de 19 pouces et possède une garde au sol de 210 mm.

## Polémique
À peine dévoilé, le Kiger fait l'objet d'une polémique sur le web dû à son patronyme. En effet, le nom Kiger aux États-Unis se définit en argo par un fêtard doublé d’un tire-au-flanc, un séducteur sans lendemain, un buveur sans modération ou encore un avare,.